# Maglemose-Kultur
Die Maglemose-Kultur (etwa 9000 bis 6500 v. Chr.) ist die älteste mesolithische Kultur des nordeuropäischen Tieflandes. Der Begriff wurde 1912 nach den seit 1900 durchgeführten archäologischen Ausgrabungen im Sumpfgebiet Magle Mose (dän.: ‚Großes Moor‘) bei Mullerup an der Westküste Seelands (Dänemark) vom dänischen Archäologen Georg L. Sarauw (1862–1928) eingeführt.
Diese Kultur war in England, Norddeutschland, Dänemark, Südschweden und im Baltikum (Kunda-Kultur) verbreitet. Die dänische Gudenå-Kultur, die bisher als Variante der Maglemose-Kultur betrachtet wurde, hat sich als ein aus mehreren Kulturschichten bestehendes Konglomerat erwiesen und wird von der jüngeren Archäologie-Literatur nicht mehr als eigenständige Kultur betrachtet.

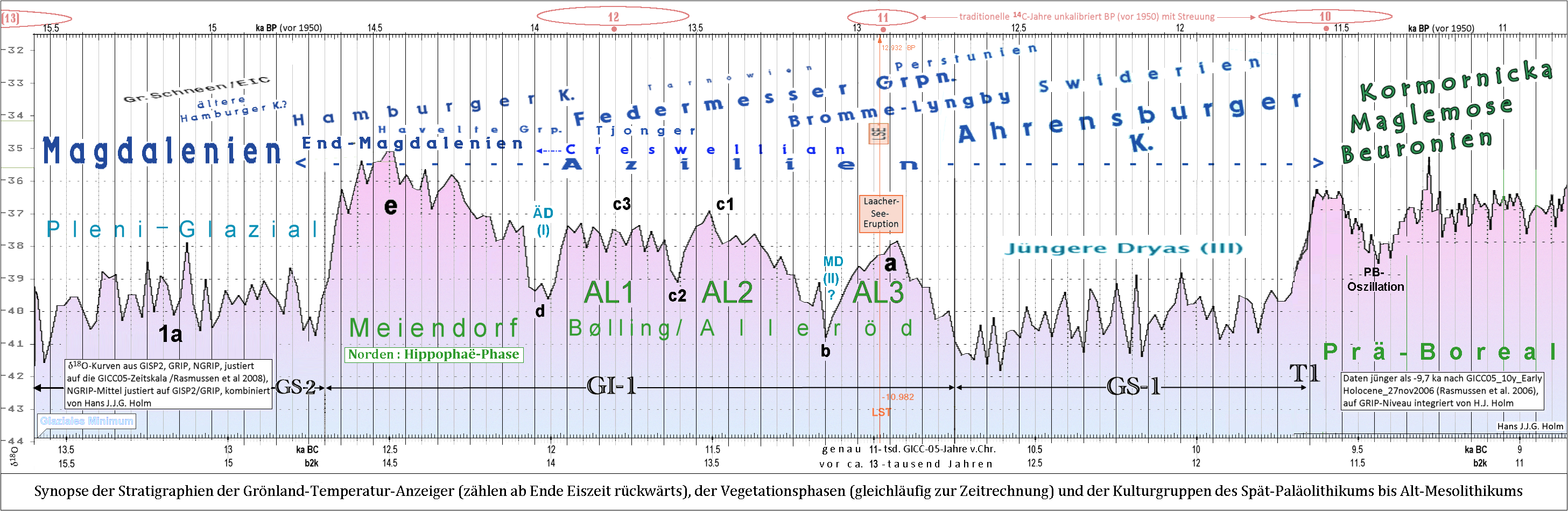
Endglazial – Eiskerndaten mit Kulturen

## Klima und Vegetation

Der Ancylussee, 7500 – 6000 v. Chr. Die Karte zeigt die nacheiszeitlichen Ufer.

Nach dem Stadial der jüngeren Dryaszeit am Ende der letzten Kaltzeit (Weichsel-Kaltzeit) wurde es ab etwa 9650 v. Chr. sehr rasch wärmer. Infolge der damit verbundenen Gletscherschmelze bildete sich im Südbereich der heutigen Ostsee ein Schmelzwassersee, den zunächst noch eine zwischen Skandinavien und dem europäischen Festland bestehende Festlandbrücke vom Ozean trennte. In vermutlich mehrfachem Wechsel zwischen Anstieg und Überfließen dieses Süßwassersees und Anstieg der Weltmeere bildete sich durch Einstrom von Meerwasser bald das Brackwasser des Yoldia-Meers. Das von der Eislast befreite Skandinavien hob sich danach so weit, dass das Yoldia-Meer wieder abgetrennt wurde und aussüßte zur Ancylussee. Das Ganze wiederholte sich: Zunächst kurzzeitige Überläufe ins Kattegat, dann zwischen 7000 und 5600 v. Chr. immer stärkerer Zufluss von Meerwasser und die Herausbildung des Littorinameeres. Mit steigendem Meeresspiegel wurden die Küstenebenen und Auen der Urstromtäler überflutet, mitsamt der zuvorigen Rast- und Wohnplätze der Maglemose-Leute. In der Nordsee versank Doggerland etwa zum Ende dieser Kultur in den Fluten.
Der Norden des heutigen Ostdeutschlands, Mecklenburg und auch Pommern, war zu dieser Zeit vermutlich nur wenig oder gar nicht besiedelt, denn diese Regionen waren durch Schmelzwasser der Gletscher übersättigt und so ausgesprochen sumpfig. Die heutigen Seenplatten und Torfgebiete wie auch der gigantische Grundwasserleiter unter Ostdeutschland sind ein Erbe der Eiszeit und halten die Norddeutsche Tiefebene fruchtbar.
Die offene Tundra-Landschaft des Präboreal wurde im Boreal von Wäldern und dichter Vegetation abgelöst. Zunächst wurden Birken und Kiefern sowie die Haselnuss heimisch, es folgten Laubmischwälder mit hauptsächlich Ulme und Linde, später wuchsen Eichenmischwälder. Die eiszeitliche Fauna der Tundren mit ziehenden Herden von Rentieren und Wildpferden wanderte nach Norden und Osten ab. In den Wäldern lebten nun Rotwild, Wildschwein, Wolf und Bär.

## Wohnplätze und Gräber

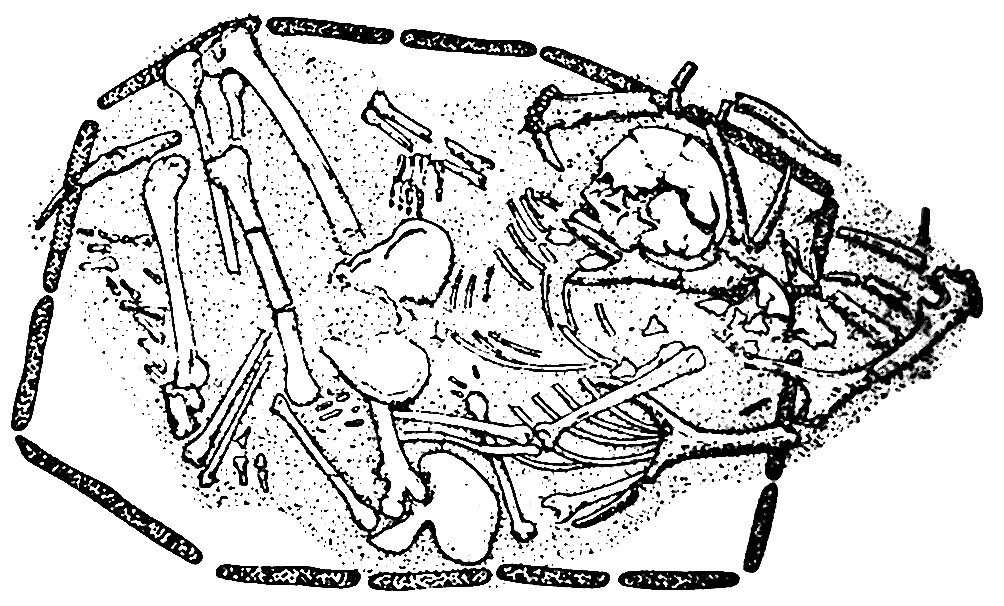
Situationsaufnahme eines Grabes auf der Insel Téviec (Département Morbihan)

Nahrungsgrundlage der Menschen waren weiterhin die Jagd und verstärkt der Fischfang (besonders der Hecht war beliebt) sowie das Sammeln von Beeren, Nüssen und wilden Früchten. Die Menschen wurden zumindest saisonal sesshaft und bauten Hütten, wie die bei Howick in Northumberland oder auf Nivå 10 am Øresund entdeckten. Ein Phänomen der um 6500 v. Chr. beginnenden Kongemose-Kultur und der nachfolgenden Ertebølle-Kultur sind die Køkkenmøddinger: große Muschelhaufen mit vielfältigen Wohnplatzresten, entlang der damaligen Ostseeküste.
Einzel- und Kollektivbestattungen waren üblich; die Körper wurden in Hockerlage (auch als sitzende Hocker) beigesetzt und oft mit Rötel bestreut. Auch die älteste Moorleiche Dänemarks, der „Mann von Koelbjerg“, datiert in die Zeit der Maglemose-Kultur. Dessen Tod wird als Unfall bewertet.
Ein außergewöhnliches Grab ist die Brandbestattung, die am Rande des Duvenseer Moors im Jahre 2022 entdeckt wurde. Mit ihrem Alter von etwa 10.500 Jahren gilt sie als älteste bekannte Bestattung Schleswig-Holsteins und ist älter als die meisten bekannten mesolithischen Bestattungen Norddeutschlands und Südskandinaviens. Nur ein Befund aus Hammelev, Jütland, Dänemark, weist ein ähnliches Alter auf und ist ebenfalls ein Leichenbrandfund. Dies deutet an, dass womöglich zu Beginn des Mesolithikums die Brandbestattung die vorherrschende Bestattungspraktik war in dieser Region.

## Materielle Kultur
Typischerweise findet man mikrolithische Feuersteinklingen und Speerspitzen aus Knochen. In Gebrauch kamen Kern-, Walzen- und Scheibenbeile, Klingenschaber und querschneidige Pfeilspitzen. Ein 153 cm langer, in vier Teile zerbrochener kompletter Bogen aus Ulmenholz stellt einen der frühesten erhaltenen Bogenfunde dar. Erfindungen der Maglemose-Kultur waren der Angelhaken und der Drillbohrer.
Als ältester Beleg für Wasserfahrzeuge gilt ein Holzpaddel aus Star Carr bei Scarborough in Yorkshire. Bernstein wurde zu Tierfiguren oder Schmuck verarbeitet, auch Menschenzähne wurden als Schmuck getragen.